# Federazione cestistica della Svezia
La Svenska Basketbollförbundet è l'ente che controlla e organizza la pallacanestro in Svezia.
La federazione controlla inoltre la nazionale di pallacanestro della Svezia. Ha sede ad Stoccolma e l'attuale presidente è Jan Jacobsen.
È affiliata alla FIBA dal 1952 e organizza il campionato di pallacanestro svedese.